# Raadhuis (Chaam)

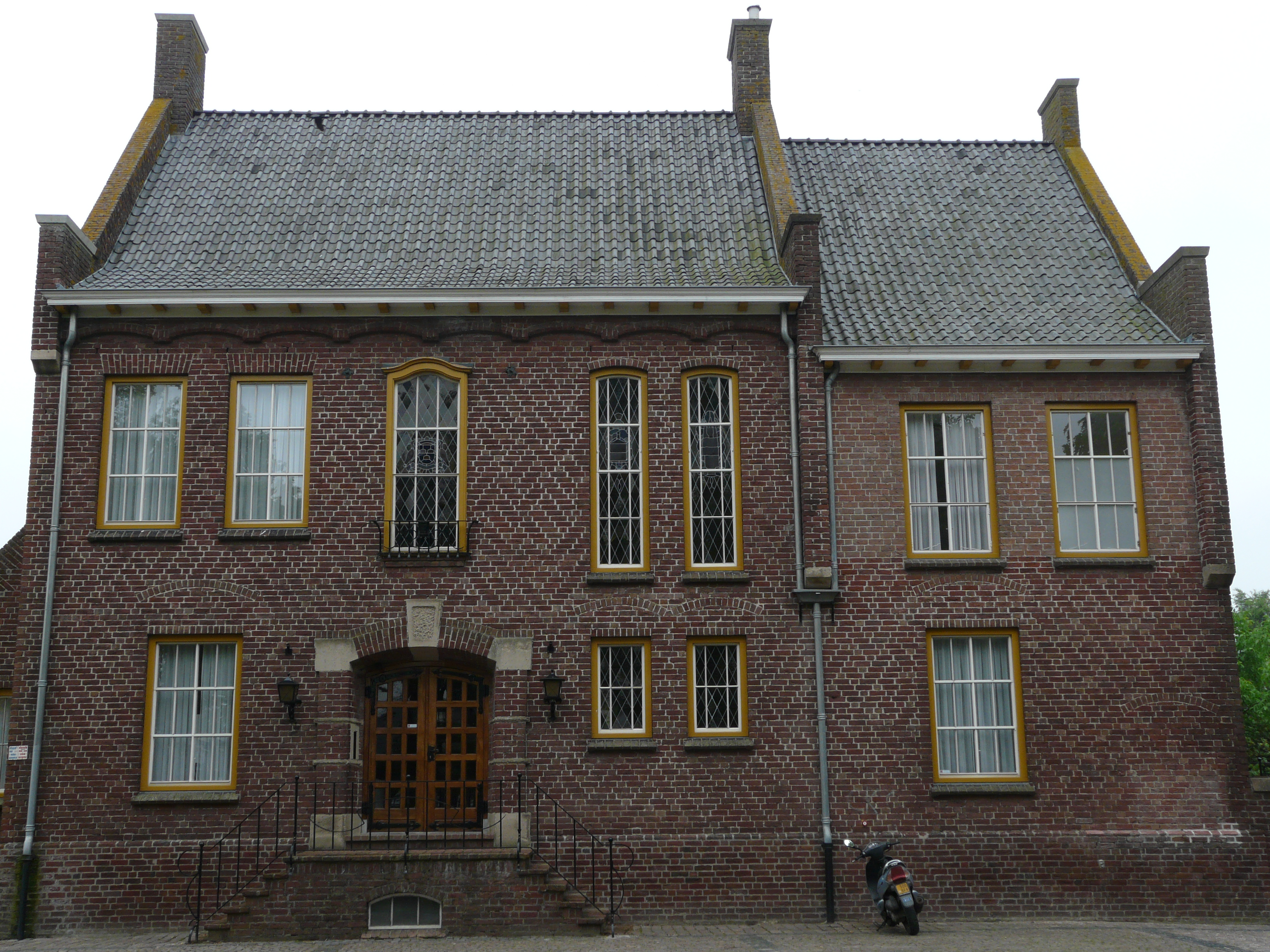
Raadhuis Chaam

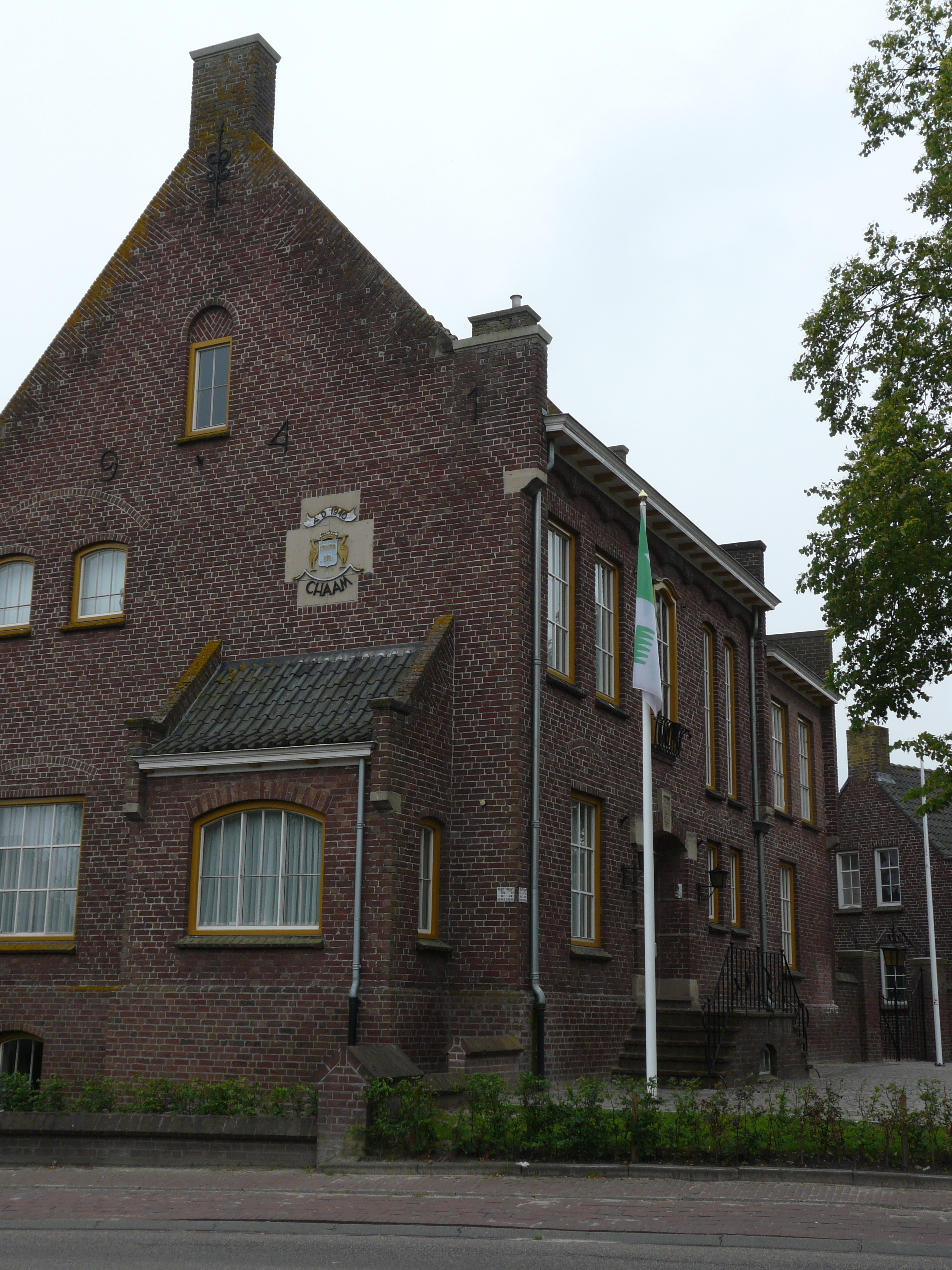

Het Raadhuis is een gemeentehuis aan het Raadshuisplein 1 in Chaam in de Nederlandse provincie Noord-Brabant.
Het dateert uit 1941 en is een Rijksmonument.
Het raadhuis is in gebruik bij de gemeente Alphen-Chaam en heeft een kleine, sfeervolle raadszaal, een collegekamer en een burgemeesterskamer. Er vinden raads- en commissievergaderingen plaats. Ook worden er ontvangsten en trouwpartijen gehouden.
Na een verbouwing is het weer in gebruik genomen op 15 juni 2006.
In December 2015 is het pand door Ad Koijen gekocht van de gemeente Alphen-Chaam

## Galerij

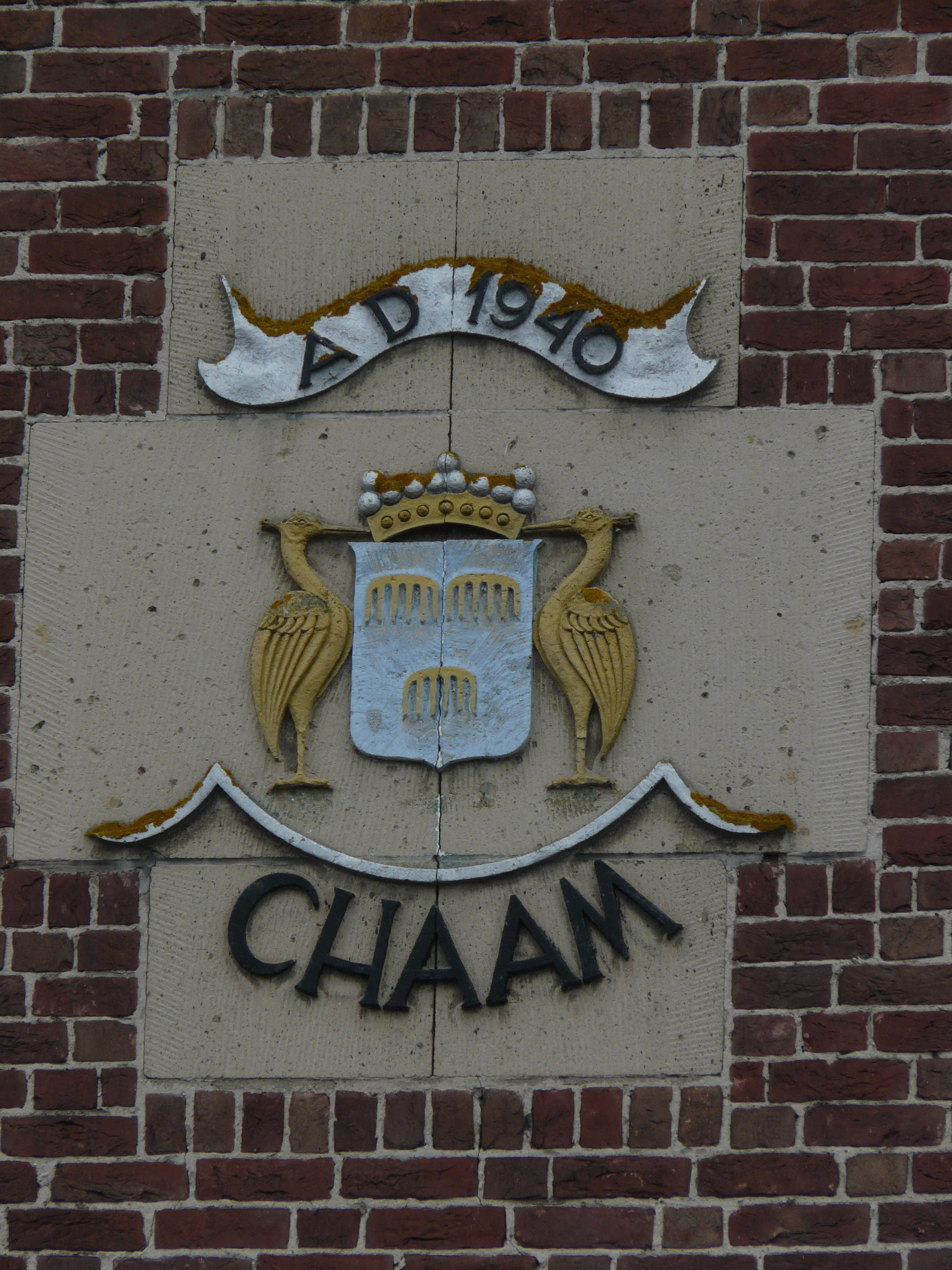
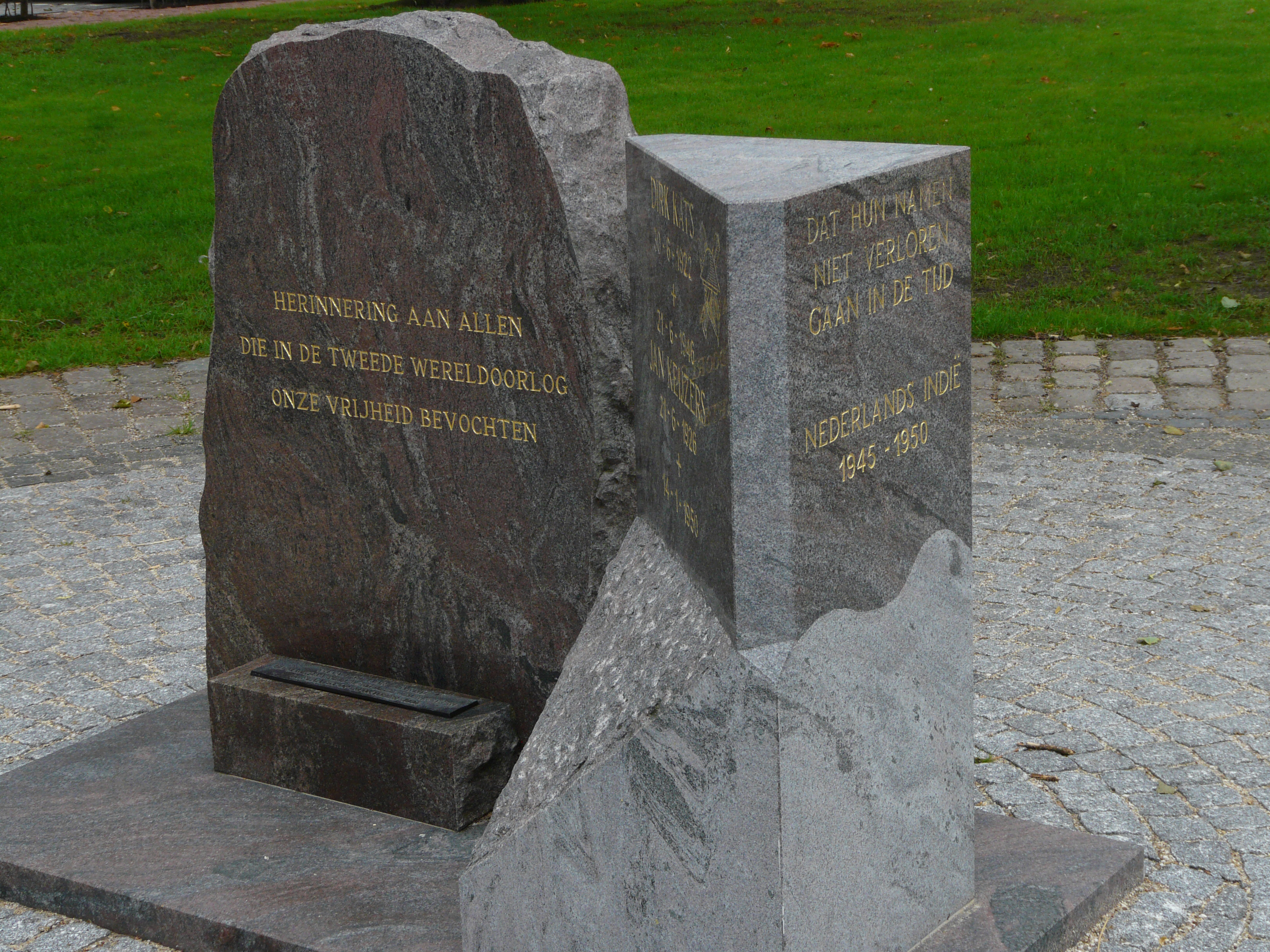
Herdenkingsmonument voor het Raadhuis